# Gare de Saint-Maixent (Deux-Sèvres)
Gare de Saint-Maixent vasútállomás Franciaországban, Saint-Maixent-l'École településen.

## Vasútvonalak
Az állomást az alábbi vasútvonalak érintik:
- Saint-Benoît-La Rochelle-Ville-vasútvonal

## Kapcsolódó állomások
A vasútállomáshoz az alábbi állomások vannak a legközelebb:
- Gare de Niort
- Gare de La Crèche
- Gare de La Mothe-Saint-Héray